# Onagre bisannuelle
Oenothera biennis
Espèce
Classification phylogénétique
Pour les articles homonymes, voir Onagre.
L'Onagre bisannuelle (Oenothera biennis L.) est une espèce de plantes à fleurs de la famille des onagracées. C'est une plante herbacée originaire d'Amérique du Nord.

## Étymologie
L'étymologie de son nom latin oenothera : du grec oinos (vin) et thêr (animaux sauvages)[réf. souhaitée] : on disait que la racine d’onagre trempée dans du vin était apte à apprivoiser les animaux sauvages.

## Synonymes et noms populaires
Elle est aussi appelée communément « Belle de nuit », « Herbe aux ânes », « Primevère du Soir » (même si l'espèce n'appartient pas au genre des primevères), « Jambon de Saint Antoine » et « Jambon du jardinier », car la racine une fois cuite ressemble à du jambon cuit, dont elle a la couleur.
Cette fleur est aussi appelée la « Fleur de l'adhan ». En effet, certains musulmans[réf. nécessaire] pensent que cette fleur qui s'ouvre à la tombée du jour pour attirer les insectes nocturnes, s'ouvre parce que c'est l'appel à la prière.
Synonymes scientifiques
- Oenothera muricata
- Oenothera pycnocarpa

## Caractéristiques
- catégorie : bisannuelle
- port : érigé
- feuillage : rosette de feuilles lancéolées, poilues et feuilles sur la hampe érigée
- floraison : été, parfumée, s'ouvrant le soir
- couleur : jaune
- Hauteur : 0,8-1,2 m (jusqu'à 2 m)
- plantation : printemps
- multiplication : semis en fin d'été sous châssis, repiquer sous châssis puis mettre en place au début du printemps, se resème spontanément
- sol : léger, drainé, frais ou sec, acide ou neutre ou alcalin, fertile ou pauvre
- emplacement : soleil, mi-ombre.
- origine : Est et centre de l'Amérique du Nord (de Terre-Neuve au Texas), largement naturalisée dans toutes les régions du monde.

## Description

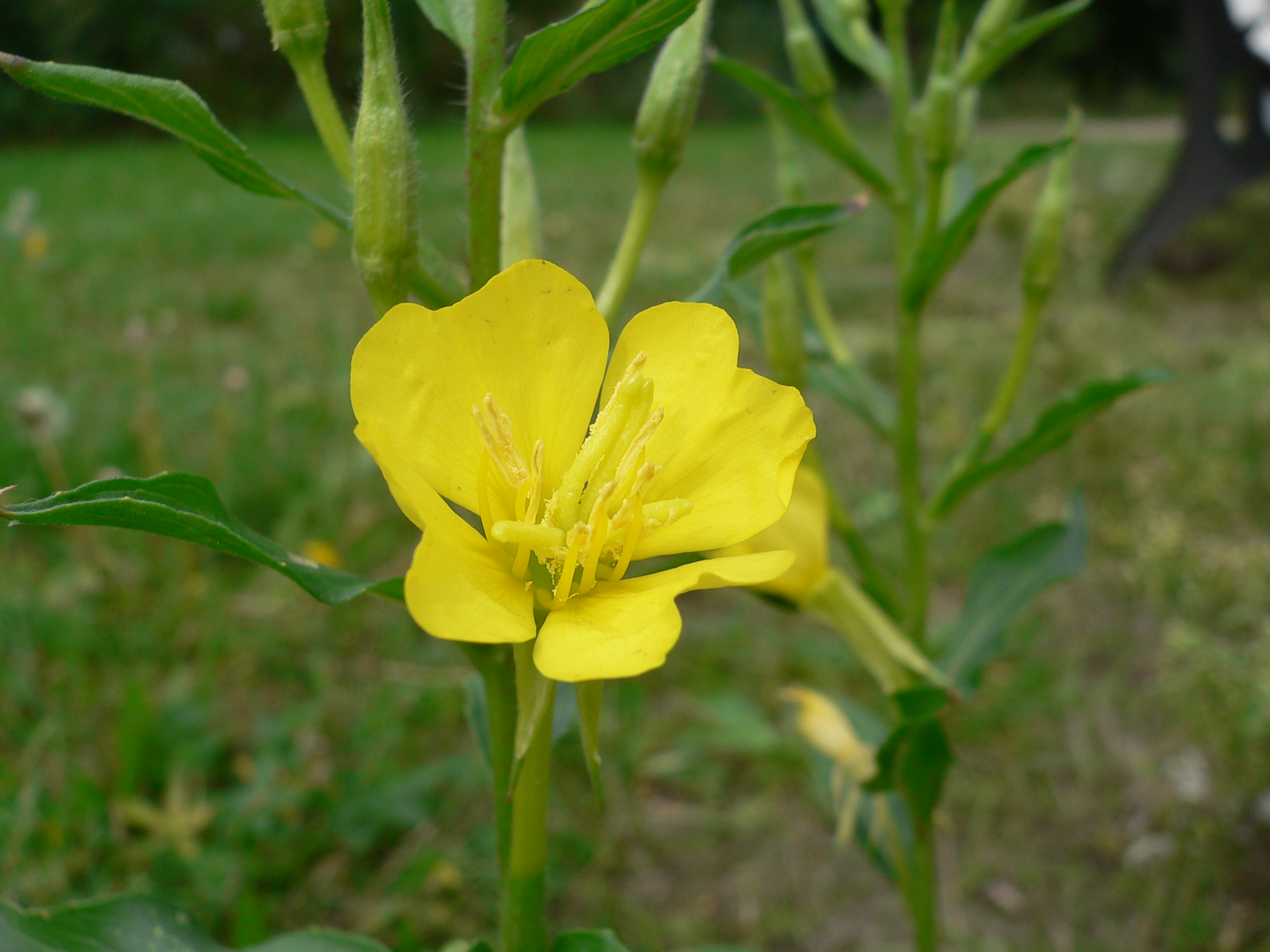
Fleur.

C'est une plante à tige dressée, anguleuse de 1 à 1,20 m portant de grandes fleurs couleur jaune soufre.
Feuille simple assez longue avec des nervures et de fins poils.
Floraison parfumée de juin à septembre. La fleur jaune à corolle régulière (actinomorphe) contient 8 étamines courbées – 4 pétales de 25–30 mm de long, plus courts que les 4 sépales.
Elle s’ouvre en quelques minutes en fin de journée, à la tombée de la nuit, et fane au lever du jour. Chaque soir de nouveaux boutons éclosent.
Après la floraison vient le fruit qui mesure environ 2 à 3 cm. Il contient des graines matures à la fin de l'été quand la plante sèche. À ce moment, on peut récupérer de petites graines noires (diamètre +/- 3 mm). À défaut, la plante se ressème toute seule.

## Habitat
L'onagre bisannuelle pousse généralement sur des sols assez sablonneux au soleil ou à la mi-ombre rarement au-dessus de 700 m d’altitude ; cependant on en trouve quelques plants à 1000 m en Haute-Savoie dans des petits villages au-dessus du lac Léman, et dans le Jura neuchâtelois.

## Écologie
L’onagre bisannuelle attire différents types de papillons de nuit, comme les sphinx, mais également les abeilles. Les pinsons, mésanges et autres accenteurs mouchets sont friands de ses graines très riches en huile bénéfique.

## Utilisation

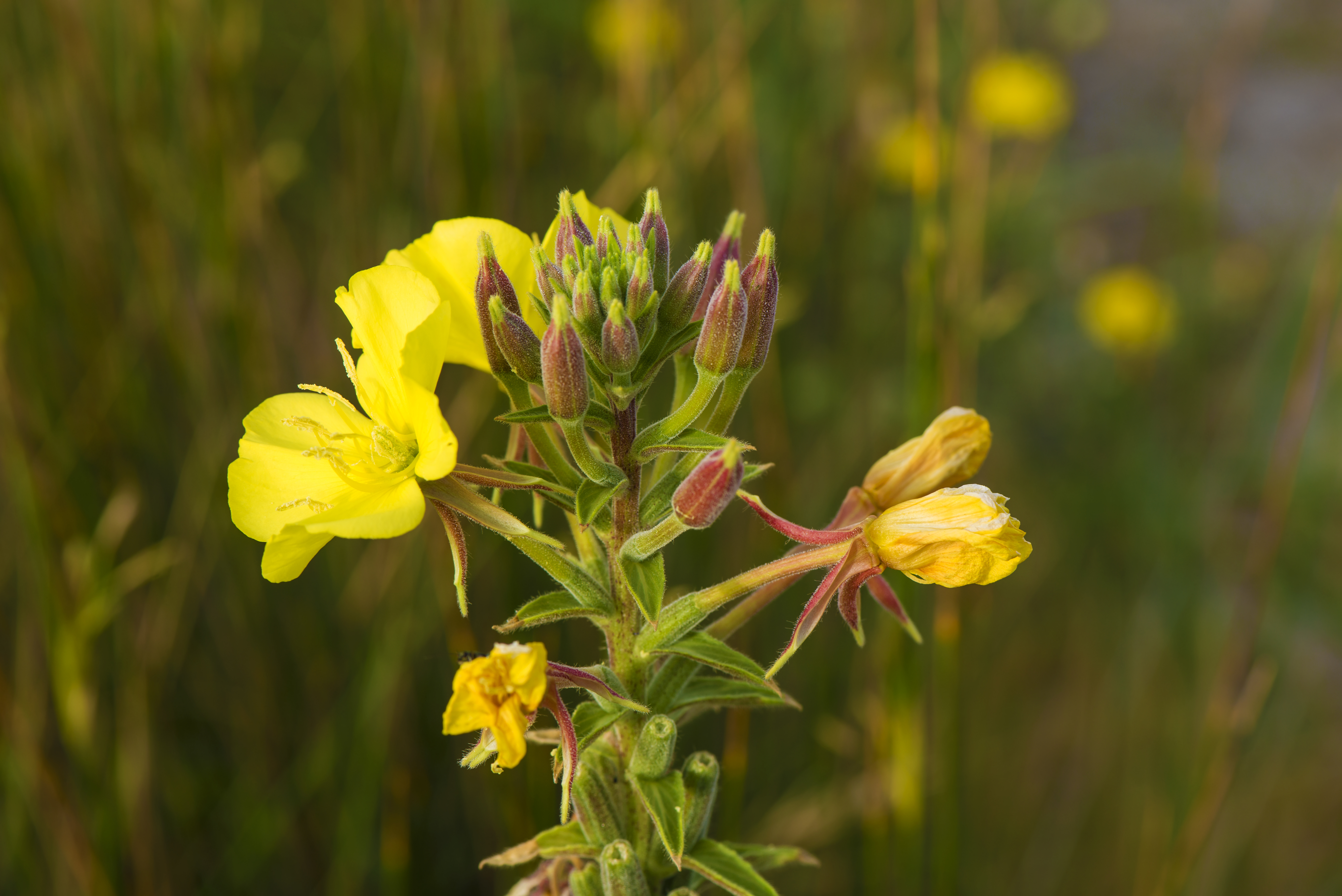
Fleurs et boutons.

### Alimentaire

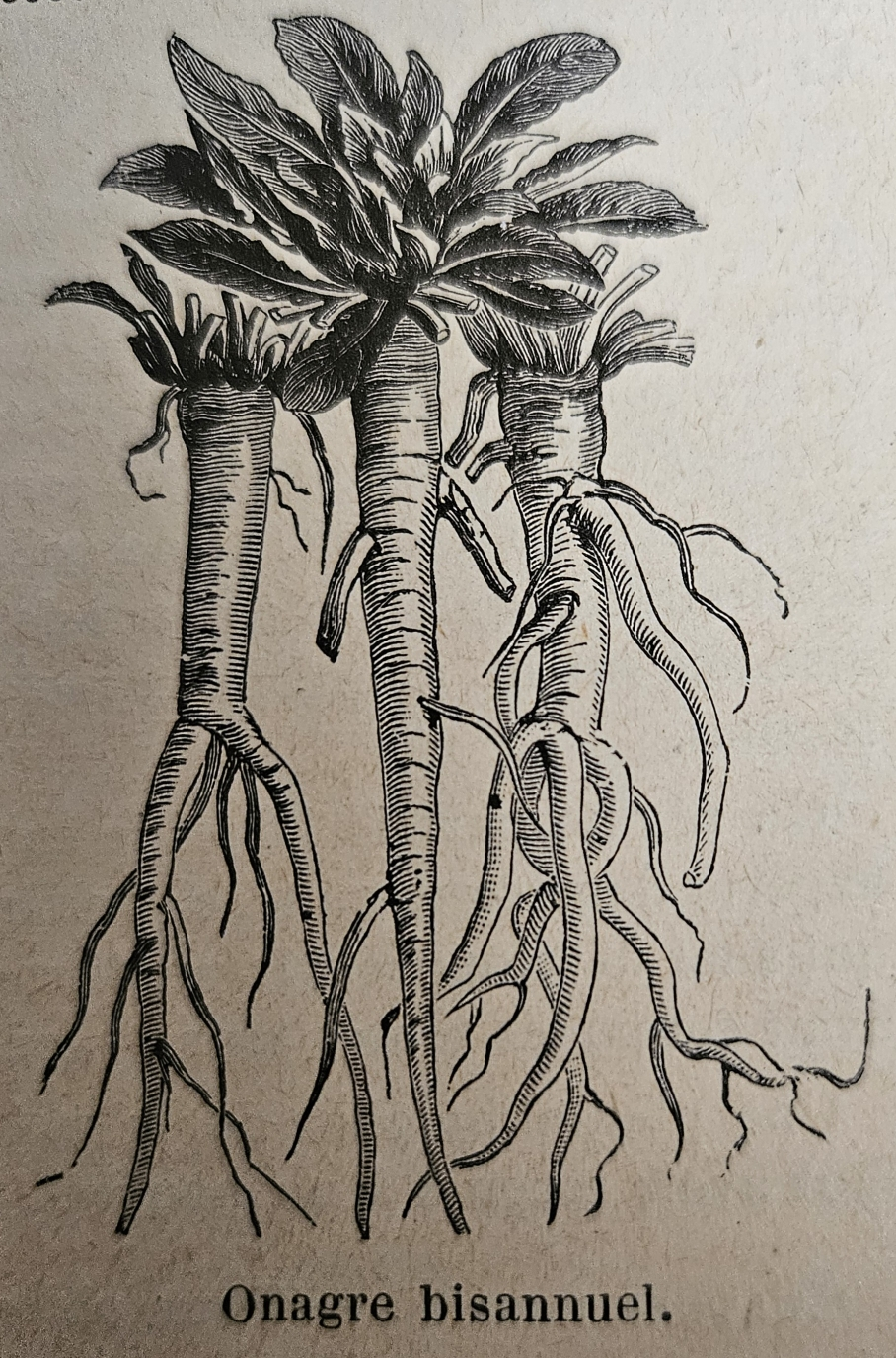
Illustration d'onagre bisannuel dans l'ouvrage Les plantes potagères Vilmorin Andrieux 1925

Les feuilles basilaires (la rosette en première année de croissance) servent de légumes et peuvent s’ajouter aux soupes et aux ragoûts, ce qui vaut à la plante le nom de Mâche rouge.
Les racines nutritives (au goût un peu poivré évoquant de loin un salsifi mais plus sucré) sont consommées crues ou le plus souvent cuites à la fin de la première année de croissance (tout comme les carottes, la plante n'ayant pas encore fleuri mais a accumulé des réserves dans sa racine). Elles sont généralement bouillies après épluchage, leur chair blanchâtre prenant une teinte un peu rose à la cuisson et un goût de viande fumée, ce qui vaut à la plante le surnom de « jambon des jardiniers ». Vilmorin les cite en 1903 dans son ouvrage Les plantes potagères comme "apprêtées à la sauce blanche, ou bien en salade, coupées par petites tranches". Elles sont également consommées par les porcs et les ânes, ce qui vaut à la plante le nom de jambon des jardiniers, jambon de Saint-Antoine, ou herbe aux ânes.
Les Anglais appellent l'onagre « King’s cure-all » ou panacée royale du fait de son efficacité contre les rhumes. Le remede consisterait à faire infuser 5 ml (1 c. à thé) de feuilles et de tiges finement hachées et séchées dans 250 ml (1 tasse) d’eau bouillante[réf. nécessaire].

### Cosmétique
Son huile est utilisée par l’industrie cosmétique.
Les graines d'onagre (et donc l'huile qu'on en extrait) contiennent de l'acide gamma-linolénique (AGL), un acide gras poly-insaturés de type oméga-6. L'AGL serait directement lié à la production des prostaglandines de série 1 (PGE1) au détriment de celles de série 2 (PGE2). Par cet effet, il réduirait donc les mécanismes qui déclenchent l'inflammation et pourrait avoir un effet ralentissant sur le vieillissement de la peau.
Les effets supposés de l'huile d'onagre sur les maladies cardiaques et vasculaires, les syndromes pré-menstruels ou la sclérose en plaques ne sont validés par aucune étude scientifique fiable.